# Samenstelling Belgische Senaat 1863-1867
De lijst van leden van de Belgische Senaat van 1863 tot 1867. De Senaat telde die legislatuur eerst 59, daarna 58 en ten slotte 62 zetels. Bij de verkiezingen van 9 juni 1863 werden 28 van de 58 rechtstreeks verkozen senatoren verkozen, meer bepaald in de kieskringen Gent, Eeklo, Aalst, Oudenaarde, Dendermonde, Sint-Niklaas, Charleroi, Bergen, Doornik, Aat, Thuin, Zinnik, Luik, Verviers, Hoei-Borgworm, Hasselt en Tongeren-Maaseik. Op 12 juni 1866 werden nog eens 4 senatoren verkozen, waardoor het totaal aantal rechtstreeks gekozen senatoren steeg naar 62. Deze vier senatoren werden verkozen in de kieskringen Brussel, Bergen, Luik en Aarlen-Marche-Bastenaken.
Het nationale kiesstelsel was in die periode gebaseerd op cijnskiesrecht, volgens een systeem van een meerderheidsstelsel, gecombineerd met een districtenstelsel. Iedere Belg die ouder dan 25 jaar was en een bepaalde hoeveelheid cijns betaalde, kreeg stemrecht. Hierdoor was er een beperkt kiezerskorps. Tot december 1865 was er daarnaast ook een senator van rechtswege.
De legislatuur liep van 10 november 1863 tot 25 mei 1867. Tijdens deze legislatuur was de regering-Rogier II (november 1857 - december 1867) in functie, een liberale meerderheid.

## Samenstelling
| Begin legislatuur (1863) | Begin legislatuur (1863) | Begin legislatuur (1863) | Einde legislatuur (1867) | Einde legislatuur (1867) | Einde legislatuur (1867) |
| Fractie                  | Fractie                  | Zetels                   | Fractie                  | Fractie                  | Zetels                   |
| ------------------------ | ------------------------ | ------------------------ | ------------------------ | ------------------------ | ------------------------ |
|                          | Liberalen                | 33                       |                          | Liberalen                | 37                       |
|                          | Katholieken              | 25                       |                          | Katholieken              | 25                       |

Wijzigingen in fractiesamenstelling:
- In 1866 wordt het zetelaantal in de Senaat uitgebreid van 58 naar 62. De vier extra zetels gaan allemaal naar de liberalen.

## Lijst van de senatoren
| Senator                           | Partij    | Aanduiding                   | Kieskring                | Opmerkingen |
| --------------------------------- | --------- | ---------------------------- | ------------------------ | --- |
| John Cogels                       | Katholiek | Rechtstreeks gekozen senator | Antwerpen                | Vervangt vanaf 13 november 1866 de overleden Jean Osy. Osy verving vanaf 10 november 1863 Jean Félix Van den Bergh (Liberaal), die provincieraadslid van Antwerpen werd. |
| Jean Michiels                     | Liberaal  | Rechtstreeks gekozen senator | Antwerpen                | |
| Constantin Joostens               | Liberaal  | Rechtstreeks gekozen senator | Antwerpen                | |
| Léon d'Ursel                      | Katholiek | Rechtstreeks gekozen senator | Mechelen                 | |
| François de Cannart d'Hamale      | Katholiek | Rechtstreeks gekozen senator | Mechelen                 | |
| Philippe Gillès de 's Gravenwezel | Katholiek | Rechtstreeks gekozen senator | Turnhout                 | |
| Engelbert Lauwers                 | Liberaal  | Rechtstreeks gekozen senator | Brussel                  | |
| Joseph Van Schoor                 | Liberaal  | Rechtstreeks gekozen senator | Brussel                  | Quaestor en voorzitter van de commissie Oorlog. |
| Frédéric Fortamps                 | Liberaal  | Rechtstreeks gekozen senator | Brussel                  | |
| Benoît Hanssens                   | Liberaal  | Rechtstreeks gekozen senator | Brussel                  | |
| Jonathan-Raphaël Bischoffsheim    | Liberaal  | Rechtstreeks gekozen senator | Brussel                  | |
| Henri Stiellemans                 | Liberaal  | Rechtstreeks gekozen senator | Brussel                  | Voorzitter van de commissie Openbare Werken tot 14 november 1864. |
| Jean Barbanson                    | Liberaal  | Rechtstreeks gekozen senator | Brussel                  | Zetelt vanaf 13 november 1866. |
| Jean-Marie de Man d'Attenrode     | Katholiek | Rechtstreeks gekozen senator | Leuven                   | Vervangt vanaf 10 november 1863 Edmond de la Coste, die om gezondheidsredenen ontslag neemt.                                                                             |
| Auguste d'Overschie de Neeryssche | Katholiek | Rechtstreeks gekozen senator | Leuven                   | Quaestor. |
| Théodore Mosselman du Chenoy      | Liberaal  | Rechtstreeks gekozen senator | Nijvel                   | |
| Joseph Zaman                      | Liberaal  | Rechtstreeks gekozen senator | Nijvel                   | |
| Jules Boyaval                     | Liberaal  | Rechtstreeks gekozen senator | Brugge                   | |
| Charles Van Woumen                | Liberaal  | Rechtstreeks gekozen senator | Diksmuide                | |
| Albéric du Bus de Gisignies       | Liberaal  | Rechtstreeks gekozen senator | Veurne-Oostende          | |
| Jules Joseph d'Anethan            | Katholiek | Rechtstreeks gekozen senator | Tielt                    | Voorzitter van de commissie Justitie tot 14 november 1864. |
| Maurice de Robiano                | Katholiek | Rechtstreeks gekozen senator | Roeselare                | |
| Félix Bethune                     | Katholiek | Rechtstreeks gekozen senator | Kortrijk                 | Voorzitter van de commissie Financiën. |
| Franz Vergauwen                   | Katholiek | Rechtstreeks gekozen senator | Kortrijk                 | |
| Jules Mazeman de Couthove         | Liberaal  | Rechtstreeks gekozen senator | Ieper                    | |
| Henri t'Kint de Roodenbeke        | Katholiek | Rechtstreeks gekozen senator | Eeklo                    | |
| Auguste de Cock                   | Liberaal  | Rechtstreeks gekozen senator | Gent                     | |
| Edouard Grenier                   | Liberaal  | Rechtstreeks gekozen senator | Gent                     | |
| Albert Gheldolf                   | Liberaal  | Rechtstreeks gekozen senator | Gent                     | |
| Jules Malou                       | Katholiek | Rechtstreeks gekozen senator | Sint-Niklaas             | |
| Alfred Vilain XIIII               | Katholiek | Rechtstreeks gekozen senator | Sint-Niklaas             | |
| Prosper Christyn de Ribaucourt    | Katholiek | Rechtstreeks gekozen senator | Dendermonde              | |
| Charles Rodriguez d'Evora y Vega  | Katholiek | Rechtstreeks gekozen senator | Oudenaarde               | |
| Théophile van de Woestyne         | Katholiek | Rechtstreeks gekozen senator | Aalst                    | |
| Hippolyte della Faille d'Huysse   | Katholiek | Rechtstreeks gekozen senator | Aalst                    | |
| François Dolez                    | Liberaal  | Rechtstreeks gekozen senator | Bergen                   | Zetelt vanaf 13 november 1866. |
| Henri Tellier                     | Liberaal  | Rechtstreeks gekozen senator | Bergen                   | |
| Frédéric Corbisier                | Liberaal  | Rechtstreeks gekozen senator | Bergen                   | |
| Pierre Wincqz                     | Liberaal  | Rechtstreeks gekozen senator | Zinnik                   | |
| Alphonse de Rasse                 | Liberaal  | Rechtstreeks gekozen senator | Doornik                  | Secretaris. |
| François Sacqueleu                | Liberaal  | Rechtstreeks gekozen senator | Doornik                  | |
| Eugène de Ligne                   | Liberaal  | Rechtstreeks gekozen senator | Aat                      | Senaatsvoorzitter en voorzitter van de commissie Buitenlandse Zaken. |
| Ludovic de Robiano                | Katholiek | Rechtstreeks gekozen senator | Thuin                    | Secretaris. |
| Omer Harou                        | Liberaal  | Rechtstreeks gekozen senator | Charleroi                | |
| Sylvain Pirmez                    | Katholiek | Rechtstreeks gekozen senator | Charleroi                | |
| François Houtart-Cossée           | Katholiek | Rechtstreeks gekozen senator | Charleroi                | |
| Jean Lonhienne                    | Liberaal  | Rechtstreeks gekozen senator | Luik                     | Vanaf 14 november 1864 voorzitter van de commissie Justitie. |
| Hippolyte de Looz-Corswarem       | Liberaal  | Rechtstreeks gekozen senator | Luik                     | Secretaris. |
| Lambert Dehasse                   | Liberaal  | Rechtstreeks gekozen senator | Luik                     | Zetelt vanaf 13 november 1866. |
| Joseph Forgeur                    | Liberaal  | Rechtstreeks gekozen senator | Luik                     | |
| Camille de Tornaco                | Liberaal  | Rechtstreeks gekozen senator | Hoei                     | Ondervoorzitter. |
| Edmond de Selys Longchamps        | Liberaal  | Rechtstreeks gekozen senator | Borgworm                 | |
| Grégoire Laoureux                 | Liberaal  | Rechtstreeks gekozen senator | Verviers                 | |
| Antoine de Pitteurs-Hiegaerts     | Katholiek | Rechtstreeks gekozen senator | Hasselt                  | |
| Guillaume d'Arschot Schoonhoven   | Katholiek | Rechtstreeks gekozen senator | Tongeren-Maaseik         | |
| Constant d'Hoffschmidt            | Liberaal  | Rechtstreeks gekozen senator | Aarlen-Bastenaken-Marche | Zetelt vanaf 13 november 1866. |
| Auguste de Favereau               | Liberaal  | Rechtstreeks gekozen senator | Aarlen-Bastenaken-Marche | |
| Jules Ozeray                      | Liberaal  | Rechtstreeks gekozen senator | Neufchâteau-Virton       | |
| Justin-Charles de Labeville       | Liberaal  | Rechtstreeks gekozen senator | Philippeville            | Secretaris. |
| Jean d'Omalius d'Halloy           | Katholiek | Rechtstreeks gekozen senator | Dinant                   | Ondervoorzitter en voorzitter van de commissie Binnenlandse Zaken. |
| Guillaume d'Aspremont Lynden      | Katholiek | Rechtstreeks gekozen senator | Namen                    | Vervangt vanaf 4 juli 1864 de overleden Maurice du Pont d'Ahérée. |
| Ferdinand de Woelmont             | Katholiek | Rechtstreeks gekozen senator | Namen                    | Vanaf 14 november 1864 voorzitter van de commissie Openbare Werken. |
| Leopold van België                | -         | Senator van rechtswege       | -                        | De latere koning Leopold II blijft senator van rechtswege tot het begin van zijn koningschap op 17 december 1865.                                                        |